# Willem Hendrik Immelman
Willem Hendrik Immelman (* 11. Februar 1904 in Sutherland, Kapkolonie; † 20. Jahrhundert) war ein Manager und Politiker in Südwestafrika und von 1954 bis 1955 Bürgermeister von Windhoek, seit 1990 Hauptstadt von Namibia.
Immelman genoss seine Ausbildung in seinem Heimatort sowie im nahegelegenen Paarl. Er arbeitete anschließend als Manager einer Elektrofirma und eines Möbelhauses in Windhoek, ehe er Bürgermeister der Stadt wurde.
Immelman war mit Josina Immelman, geborene Reyneke, ab 1927 verheiratet.